# 夏景山口待渡图
《夏景山口待渡图》为南唐画家董源（？-962年）所作的绢本设色山水画横幅长卷，纵50厘米，横320厘米，藏于辽宁省博物馆。
董源为南宗山水画祖，《夏景山口待渡图》与《潇湘图》、《夏山图》同为董源的代表作。这幅画属于米芾所说的“一片江南”画风，描绘江南夏日“云雾显晦，溪桥渔浦，洲渚掩映”的山水景色，温润而舒缓，节奏疏密有致。画作使用自创的“披麻皴”技法，表现林间光影斑驳跳动的景象。
《夏景山口待渡图》宋、元、清由内府收藏，载入《宣和画谱》。1924年溥仪出逃时携带。现藏于辽宁省博物馆。
2012年6月11日，《夏景山口待渡图》列入国家文物局发布的《第二批禁止出国（境）展览文物目录（书画类）》。